# Goldbeck (entreprise)
 (juin 2023).
Le groupe Goldbeck est une entreprise de construction familiale dont le siège social se trouve à Bielefeld, en Rhénanie-du-Nord-Westphalie, en Allemagne. La société est spécialisée notamment dans les superstructures pour le secteur commercial et public. En 2022, le groupe comptait près de 100 sites, dont 13 usines propres.

## Histoire
La société a été fondée le 1er septembre 1969 par Ortwin Goldbeck à Bielefeld-Ummeln et était spécialisée dans la construction métallique,. La première succursale est créée en 1973 à Langenhagen près de Hanovre. À compter du milieu des années 1980, l’entreprise construit outre des halls également des immeubles de bureaux et des parkings. Dans les années 90, elle croît en mettant notamment en service une nouvelle usine à Treuen dans la région du Vogtland (1992), en achetant une usine d’éléments préfabriqués en béton en République tchèque (1994) et en fondant Goldbeck International GmbH (1997),.
L’année 2001 marque la fondation de la filiale Goldbeck Solar qui propose, à l’échelle nationale et internationale, l’installation de panneaux photovoltaïques sur les toits d’industries, de bâtiments et dans les zones libres. La même année, l’entreprise crée la coentreprise Goldbeck Rhomberg en collaboration avec son partenaire autrichien, qui se concentre sur le marché en Autriche et en Suisse. Ortwin Goldbeck transmet en 2007 la gestion de l’entreprise à ses fils Jörg-Uwe et Jan-Hendrik Goldbeck. À Hamm est construite en 2009 une nouvelle usine pour les éléments préfabriqués en béton. Quatre ans plus tard, une usine pour les éléments préfabriqués en béton est achetée puis modernisée à Vöhringen près d’Ulm. En 2018, le groupe d’entreprise se sépare de l’entreprise de panneaux photovoltaïques. L’année suivante, Goldbeck reprend le groupe français GSE, le contractant global en immobilier d’entreprise. En vue de s’introduire sur le marché scandinave, la société acquiert en 2022 à 100 % la société familiale danoise DS Gruppen.

## Produits et prestations
Goldbeck conçoit et construit des bâtiments en tout genre : des halls, des immeubles de bureaux, des parkings, des logements et des écoles. La rénovation de bâtiments existants est également une prestation proposée par la société. À cela s’ajoutent d’autres services dans le secteur du bâtiment tels que la gestion immobilière, la gestion des bâtiments ou la gestion d’aires de stationnement et de parkings. Une unité spéciale (Goldbeck Public Partner) s’occupe quant à elle de la collaboration avec des acheteurs publics dans le cadre de la construction et de l’exploitation de biens immobiliers.

## Fondation
La fondation Goldbeck Fondation a été créée en 2009. Elle soutient notamment les projets dans les secteurs des sciences et de la recherche, de l’art et de la culture, de la formation et le domaine social.